# Hendersonsumphöna
Hendersonsumphöna (Zapornia atra) är en liten flygoförmögen fågel i familjen rallar med mycket begränsad utbredning på en liten, isolerad ö i östra Stilla havet.

## Utseende och läten
Hendersonsumphönan är en liten (17 cm), flygoförmögen rall. Fjäderdräkten är helt glansigt svart, med röda ögon och röda ben. Lätet beskrivs i engelsk litteratur beskrivs som ett rasslande "clackety-clack".

## Utbredning och systematik
Fågeln förekommer enbart på Henderson Island i Pitcairnöarna i östra Stilla havet. Tidigare placerades den i släktet Porzana, men DNA-studier visar att dess nära släkting dvärgsumphönan endast är avlägset släkt med typarten för Porzana, småfläckig sumphöna, och förs därför numera tillsammans med flera andra arter till ett annat släkte, Zapornia.

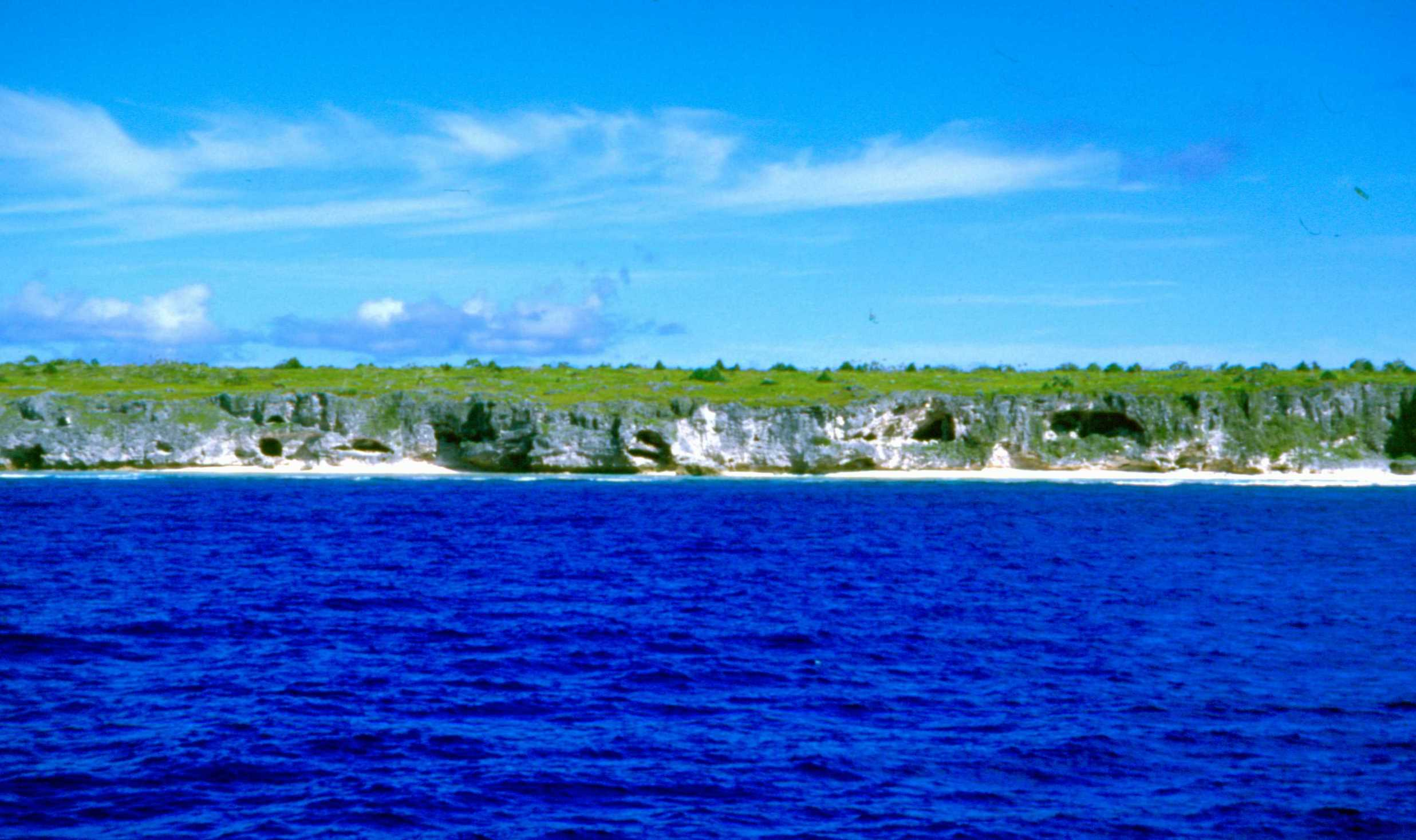
Henderson Island

## Levnadssätt
Hendersonsumphönan hittas i både tät och öppen skog över hela ön, både i skog dominerad av Pisonia och Pisonia/Xylosma och i Timonius-buskage. Den hittas också i havsnära skog med Pandanus, Thespesia och Argusia samt i kokospalmsdungar på stränderna.

### Föda
Arten är allätare och opportunistisk i sina födoval. Den födosöker på marken bland döda löv efter ägg från Emoia cyanura på undersidan av löven, stora nematoder, skalbaggar, fjärilar, döda fjärilslarver, landlevande sniglar och små insekter.

### Häckning
Häckningssäsongen sträcker sig från slutet av juli till mitten av februari, och arten har setts lägga flera kullar per år. Den lägger två till tre ägg. Studier visar att föräldrarna verkar få hjälp av andra individer, till exempel med att försvara äggen och ungarna från krabbor och råttor.

## Status och hot
Eftersom hendersonsumphönan endast förekommer på en enda liten ö anses den mycket sårbar ifall invasiva arter skulle oavsiktligt införas till ön, särskilt som arten är flygoförmögen. Internationella naturvårdsunionen IUCN anser den därför vara hotad och placerar den i just hotkategorin sårbar. Världspopulationen uppskattas till mellan 3800 och 8400 vuxna individer.